# Alexis Stepanenko
Alexis Stepanenko GOMM (São Paulo, 14 de abril de 1938 – São Paulo, 29 de fevereiro de 2024) foi um professor e sociólogo brasileiro. Foi ministro de Minas e do Planejamento durante o governo Itamar Franco, de 7 de maio de 1993 a 3 de março de 1994. Em agosto de 1993, como ministro, Alexis foi admitido por Itamar à Ordem do Mérito Militar no grau de Grande-Oficial especial.

## Biografia
Natural de São Paulo, nasceu no dia 14 de abril de 1938, filho do russo Dimitri Petrovich Stepanenko, que imigrou para o Brasil atraído por trabalho na área de Engenharia Química, e da francesa Monique Marie Thérèse Rayneau. Deu início a sua vida estudantil na capital paulista, em 1946, quando ingressou na Saint Paul School, tendo, no período de 1948 a 1949 frequentado o Colégio Dante Alighieri. A conclusão do curso primário se deu no Liceu Pasteur, também em São Paulo.
Com a mudança da família para o município de Piracicaba (SP) em 1950, devido a interesses profissionais do pai e em atendimento à dinâmica da família na época, cursou o Ginasial (atual Fundamental I) no Colégio Piracicabano, entre os anos de 1950 e 1953. De volta à capital paulista, cursou o científico (atual Ensino Médio) no Instituto Mackenzie, em 1954 e 1955. A formatura nessa etapa escolar se deu pelo colégio Maria José, em 1956.
Com forte inclinação às Ciências Humanas, optou por cursar a Escola de Sociologia e Política da Universidade de São Paulo (USP), que frequentou nos anos de 1959 a 1961. Para Alexis, foi um uma escolha coerente, haja vista as discussões que vivenciou em casa junto ao pai, um defensor dos direitos trabalhistas e inconformado com o estudo da Geografia da Fome, um dos primeiros a traçar o mapa da miséria no Brasil. Como estudante de sociologia, foi convidado a trabalhar como pesquisador social em diversas empresas de renome nacional, como a McCann Erickson e a Wordpress, com sede em São Paulo, quando participou principalmente das chamadas pesquisas de mercado. Como pesquisador, conheceu um Brasil de minorias que o motivou a, mais tarde, em sua carreira, elaborar seus próprios estudos e pesquisas.
Em São Paulo, ficou até 1962, quando transferiu-se para concluir o curso universitário na Pontifícia Universidade Católica do Rio de Janeiro, onde se diplomou em 1964. No estado fluminense, continuou prestando serviço como pesquisador e analista social em empresas como a Sociedade para Análise Gráfica e Mecanográfica Aplicada aos Complexos Sociais (SAGMACS) e em sua sucessora Sociedade de Pesquisas e Planejamento (SPLAN), quando participou de pesquisas como sobre o Processos de Industrialização e Urbanização no Brasil’, Migração Rural-Urbana no Brasil e ‘Uma Favela Carioca. Nessa época teve contato e trabalhou ao lado de importantes cientistas sociais, como Darcy Ribeiro, então coordenador do Instituto Nacional de Estudos Pedagógicos do Centro Brasileiro de Pesquisas Educacionais, e Rosa Duran, sob a coordenação de quem participou da Pesquisa de Migração do Brasil. Foi, ainda, nesse período, que auxiliou na estruturação do Serviço Social Rural, o atual Incra. Participou, nessa época, do curso de Planejamento Social, ministrado pelo Guilherme Dutra, recém chegado de Paris, onde havia estudado o Padre L. J. Lebret, quando conheceu o movimento de Economie et Humanisme que ajudou sua posição ideológica futura.
Formado, começou a ministrar palestras e aulas de Pesquisa para o curso de Biblioteconomia da Universidade Federal do Rio de Janeiro (UFRJ). Pouco mais tarde, a convite de José Arthur Rios, membro da Sociedade de Planejamento, foi convidado a participar do Seminário Sociologia Industrial, promovido pelo SENAI, na cidade de Juiz de Fora, Minas Gerais. Sua participação lhe rendeu convite para lecionar na Universidade Federal de Juiz de Fora (UFJF), onde realizou várias pesquisas experimentais com os estudantes, uma delas uma científica sobre opinião pré eleitoral do pleito de 1968 que tinha como um de seus candidatos à prefeitura da cidade, o engenheiro Itamar Franco. Na época, ajudou a elaborar o programa de governo de Itamar, sendo que, com o político eleito, Stepanenko foi nomeado assessor especial para elaboração de um plano diretor para a cidade e do levantamento social e econômico do município. Com a aproximação de Itamar Franco e por assumir cargo em sua gestão, passou a fazer parte do denominado Grupo de Juiz de Fora, mais tarde República de Juiz de Fora, que seguiria Itamar até a Presidência da República e da qual ainda faziam parte Murílio Hingel, Maria Andrea Rios Loyola e Walter Barelli.
Em Juiz de Fora, permaneceu até 1969 quando retornou para o Rio de Janeiro. Já na década de 1970, expandiu seus horizontes profissionais, sendo que a partir de 1972, assumiu cargo de superintendente editorial da Gráfica Primor S/A empresa do Grupo Delta-Larousse, onde permaneceu até 1973; neste mesmo ano se transferiu para a Espanha, onde foi aluno do curso de especialização da Universidade de Madri. Como os anos de 1970 seria de muito dinamismo na vida profissional de Alexis, ele ocupou ainda o cargo de sócio-gerente da empresa CIRH , no período de 1973 a 1975, diretor do Sindicato Nacional de Editores de Livros (1973 a 1975), técnico da Financiadora de Estudos e Projetos (1975); técnico da Secretaria Geral do Ministério do Planejamento (Seplan); editor da revista Infância e Adolescência. Foi também vice-presidente (1975-1976) e presidente (1977-1978) do Comitê Executivo do Centro Regional para el Fomento Del Libro en América Latina (Cerlal), organismo da UNESCO sediado em Bogotá, na Colômbia.
Nesse período foi, ainda, gerente de departamento e membro da diretoria executiva do Banco Lar Brasileiro, mais tarde o The Chase Manhattan Bank, no Rio de Janeiro (1975 a 1978), onde ficou responsável por coordenar o departamento de Recursos Humanos. Na época, realizou cursos de gerência financeira na África do Sul. De 1978 a 1981, foi gerente de treinamento e desenvolvimento na Indústria e Comércio Atlantis do Brasil Ltda. em São Paulo. Em seguida foi consultor das Telecomunicações Brasileiras S.A. (Telebrás) por meio da empresa que originou a Marktel Consultoria S/C Ltda., da qual viria a ser sócio-gerente (1985 a 1990). Em 1988, tornou-se professor de pós-graduação em marketing e pesquisa em organizações da Fundação Getúlio Vargas (FGV), em Brasília. Foi nesse período, de forma natural, que se deu a aproximação com a presidência da República. Morando em Brasília, onde prestava consultoria à Diretoria de Operações da Telebrás, acabou por receber convites para, a partir de 1986, participar de trabalhos com as equipes da Fundação do Instituto de Administração (FIA) da USP e da Fundação Getúlio Vargas (FGV). Como amigo, costumava visitar o então senador Itamar, no Senado Federal.
Em 1990, dentro de um processo de anistia acadêmica conseguiu as assinaturas do então Vice-Presidente da República, Itamar Franco, e do ex-Diretor da Faculdade de Filosofia, o Murílio Hingel. As assinaturas foram obtidas, porém junto com elas veio o convite para assumir, na Vice-Presidência, a Coordenadoria da Assessoria Técnica, com a incumbência de preparar um plano geral de governo no caso de vacância da Presidência. Faleceu em 29 de fevereiro de 2024 aos 85 anos.

## Vida pública
Na década de 1990, mais propriamente no ano de 1992, já com o Itamar Franco vice-presidente do então presidente Fernando Collor de Mello, foi convidado pelo mineiro a assumir a assessoria técnica do Gabinete da Vice-Presidência. Nesse cargo não permaneceria por muito tempo, pois, com o afastamento de Collor, em 29 de setembro do mesmo ano, para responder a processo de impeachment, Itamar assumiu a presidência do Brasil, promovendo Stepanenko a subsecretário-geral da Presidência da República. Com isso, ele entrou no cenário dos grandes cargos nacionais.
Como subsecretário da Presidência foi autor da reforma administrativa do governo, a qual prefere denominar “adaptação administrativa” do governo Collor de Mello, que assumia ainda na ressaca da forma dos militares reformar e precisava de novo fôlego e visão mais social. Um dos principais objetivos dessa ação foi promover a flexibilização das estruturas governamentais, como forma de melhor atender as necessidades e aspirações sociais.
Em novembro do mesmo ano, tornou-se vice-presidente do sistema do Banco Nacional do Desenvolvimento Econômico e Social (BNDES), com o objetivo principal de acompanhar o processo de privatização em curso no Brasil.

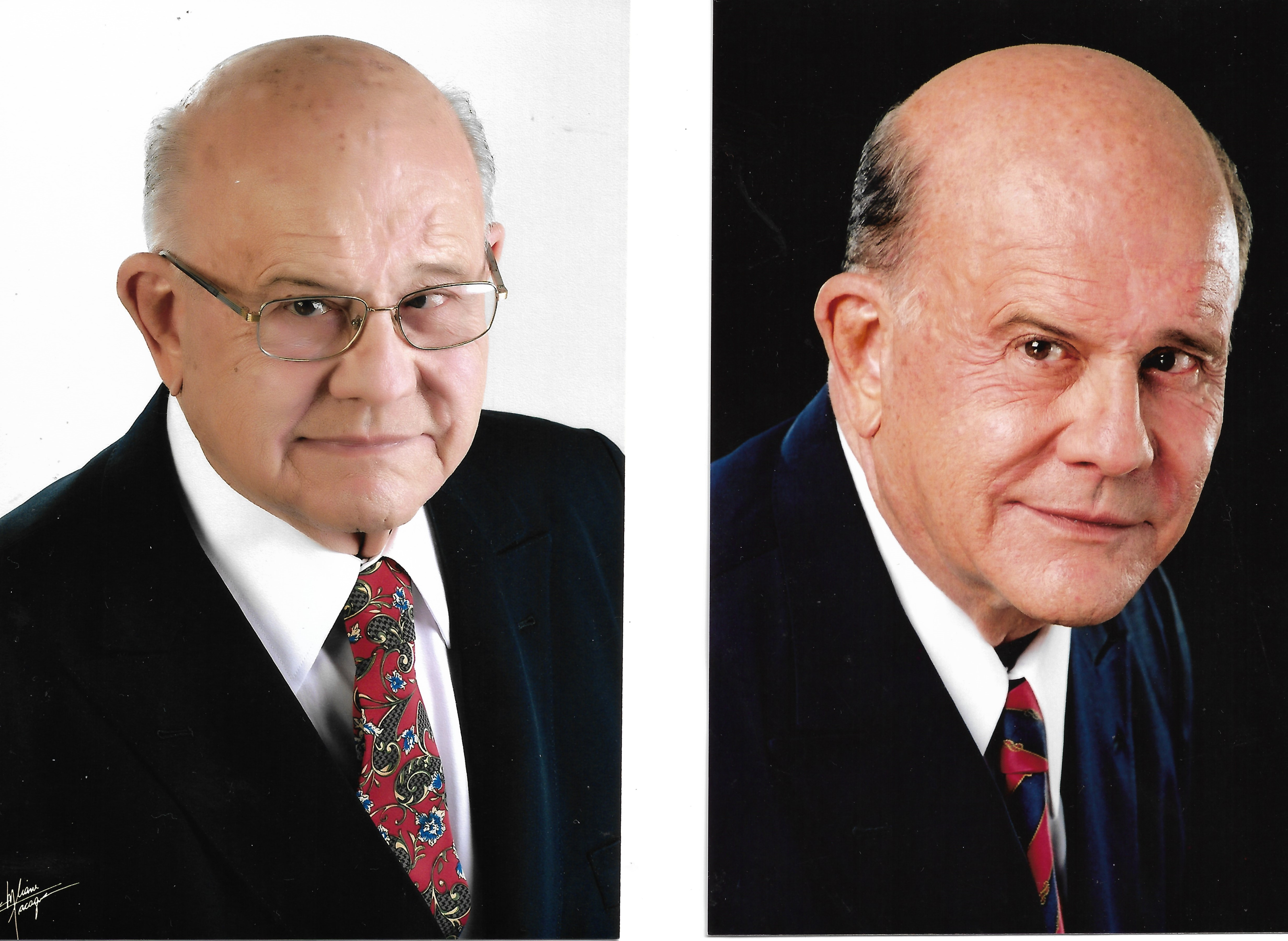
Alexis em 2017 e 2021.

Em maio de 1993, deixou o BNDES para fazer parte do primeiro escalão dos cargos do Governo Federal ao assumir o Ministério do Planejamento substituindo Yeda Crusius. Na ocasião, definiu-se como “um coringa técnico do presidente”, que a qualquer momento poderia indicá-lo para outra função. Como ministro, fez declarações polêmicas, como a de agosto de 1992, quando, participando da elaboração da política de reajuste de salários nas empresas estatais, declarou que a concessão de reajustes superiores aos previstos na nova legislação salarial dependeria da comprovação da capacidade financeira da empresa.
Com o advento de o Congresso Nacional derrubar o veto do presidente ao reajuste salarial geral de 100% da inflação, se envolveu em mais uma polêmica ao criticar abertamente o Departamento Intersindical de Estatísticas e Estudos Socioeconômicos (DIEESE), por este ter apontado erros nos cálculos do governo.
Uma crise política foi instalada ainda no mês de agosto de 1993, quando Stepanenko pediu abertamente a exoneração do presidente do BNDES, Luiz Carlos Delben. Em contrapartida, Delben acusou Stepanenko de irregularidades cometidas durante sua gestão junto ao banco, como a contratação de empresas sem licitação.
Como Delben fora indicado para o cargo pelo então governador de São Paulo, Luís Antônio Fleury, Stepanenko avaliou que sua saída do ministério seria fundamental para contornar a crise estabelecida com o PMDB, tanto que uma carta de demissão foi encaminhada ao presidente Itamar. Porém, o pedido veio acompanhado de determinação de que fossem feitas auditorias em 188 contratos do banco.
Em janeiro de 1994, foi acusado pelo Sindicato dos Bancários do Rio de ter gasto dinheiro público irregularmente, já que o BNDES teria pago despesas de hospedagem para ele e esposa, além do aluguel de três carros para seu transporte, de esposa e assessores. Atribuindo a denúncia à “ira corporativista” dos funcionários dos bancos estatais, afirmou que isto não seria motivo para afastá-lo da “disposição de promover um choque público nas empresas estatais”. Comparando alguns funcionários e dirigentes de estatais a cupins, que “devoram as empresas por dentro”, autodenominou-se “dedetizador de empresas”.“O Estado centralizador faliu, evidenciando a necessidade de descentralizar e dividir responsabilidades”, declarou na época.
Deixou o Ministério do Planejamento em março de 1994, sendo substituído pelo senador Beni Veras, do Partido da Social Democracia Brasileira (PSDB). Transferido para a pasta de Minas e Energia, sua quarta função no governo Itamar, no lugar de José Israel Vargas, queixou-se de ter ido para um cargo de menor poder. No ato de posse, anunciou a demissão do diretor-geral do Departamento Nacional de Águas e Energia Elétrica (DNAEE), por ter aumentado as tarifas de energia elétrica acima da inflação, contrariando compromissos do Governo.
Uma crise foi instalada em junho de 1994, quando Stepanenko declarou a intenção de votar em Fernando Henrique Cardoso, candidato do PSDB à presidência da República. O fato provocou uma crise política que tornou insustentável sua permanência como ministro. O Governo passou a ser acusado de praticar crime eleitoral, ao supostamente usar a máquina administrativa em proveito do candidato tucano. O procurador-geral da República, Aristides Junqueira, solicitou ao Ministério Público a abertura de inquérito, com base em bilhetes de Stepanenko a auxiliares nos quais procurava ajustar o cotidiano de inauguração de obras de sua pasta ao calendário eleitoral. No início de setembro, o Partido dos Trabalhadores (PT) solicitou ao Tribunal Superior Eleitoral (TSE) a cassação do registro da candidatura de Fernando Henrique Cardoso, anexando ao processo um ofício de Stepanenko ao presidente da República referindo-se a Fernando Henrique como “nosso candidato” e comentando que ele (Cardoso) havia sido consultado a respeito de datas para inauguração de obras em Sergipe. Na China, onde se encontrava em missão oficial, Stepanenko considerou a publicidade do ofício “uma invasão da privacidade em nome de um falso moralismo”.
Pediu demissão do cargo no dia 19 de setembro de 1994, tendo sido substituído, interinamente, pelo secretário-executivo do ministério, Delcídio do Amaral.
Em fevereiro de 1995, um mês depois da posse de Fernando Henrique na presidência, Alexis Stepanenko foi nomeado diretor comercial da Empresa Brasileira de Correios e Telégrafos (ECT) em Brasília por indicação do recém-nomeado presidente do órgão, Henrique Hargreaves, também integrante do “Grupo de Juiz de Fora”.
Em 1997 assumiu a Secretaria de Serviços Postais do Ministério das Comunicações, onde permaneceu até fevereiro do ano 2000, onde auxiliou no melhor planejamento para os serviços postais brasileiros, quando ajudou a elaborar um Plano Diretor para a empresa.
Como consultor sênior da Petrobras, nos anos de 2000/2001, ocupando cadeira na Supervisão Técnica trabalhou na elaboração de um plano de negócios. Cadastrou 2,5 milhões de empresas em trabalho desenvolvido, como consultor sênior, para a Confederação das Associações das Câmaras de Comércio do Brasil, também em 2000 e 2001. Como gestor dos Correios até 2005 gerenciou o Projeto e Supervisão Técnica, quando ajudou a criar 12 cursos de Habilitação em Administração Postal.
Com a saída do serviço público passou a se dedicar a consultorias e palestras, tendo sido o responsável pelo Projeto para a Formação de Administradores Postais, nova habilitação para os Cursos de Administração, da UnB - Universidade de Brasília e ECT, pelo Censo das Micros e Pequenas Empresas, para a Confederação das Associações Comerciais do Brasil e SEBRAE Nacional, em 2001 e 2002, pela elaboração do Fundo de Pensão - Plano Gerador de Benefícios Livres para Micro e Pequena empresas para CACB e SEBRAE, em 2002. Uma das consultorias mais constantes que prestou foi para o Grupo Vibrapar, onde trabalhou no Planejamento Estratégico da empresa e, como coordenador técnico da FGV/GVconsult, nas Estratégias para o Desenvolvimento do Uso do Gás Natural no Brasil, em 2001/2002. Tratou-se de amplo estudo sobre a comercialização do gás na Argentina, Portugal, Espanha, França e Itália para a nascente diretoria de Energia e Gás da Petrobras, incluindo as possibilidades de desenvolver a produção, distribuição e venda do gás brasileiro, inclusive os aspectos legais e regulatórios. Na época, como não havia know how sobre o assunto, o trabalho, que era confidencial, recebeu o nome “Big Gás”.
Em 2002, desenvolveu o Projeto para o Desenvolvimento dos Membros dos Legislativos Municipais, proposto para ser implantado na Universidade do Tuiuti. O programa, liderado pela SUNY - The State University of New York, deveria ser implantado em universidade local, aproveitando a sua estrutura de apoio, seus pesquisadores e professores. Devido ao grau de escolaridade e ao perfil ocupacional da maioria dos vereadores, a participação da SUNY e de uma universidade brasileira transmitiria prestígio aos participantes do Programa.

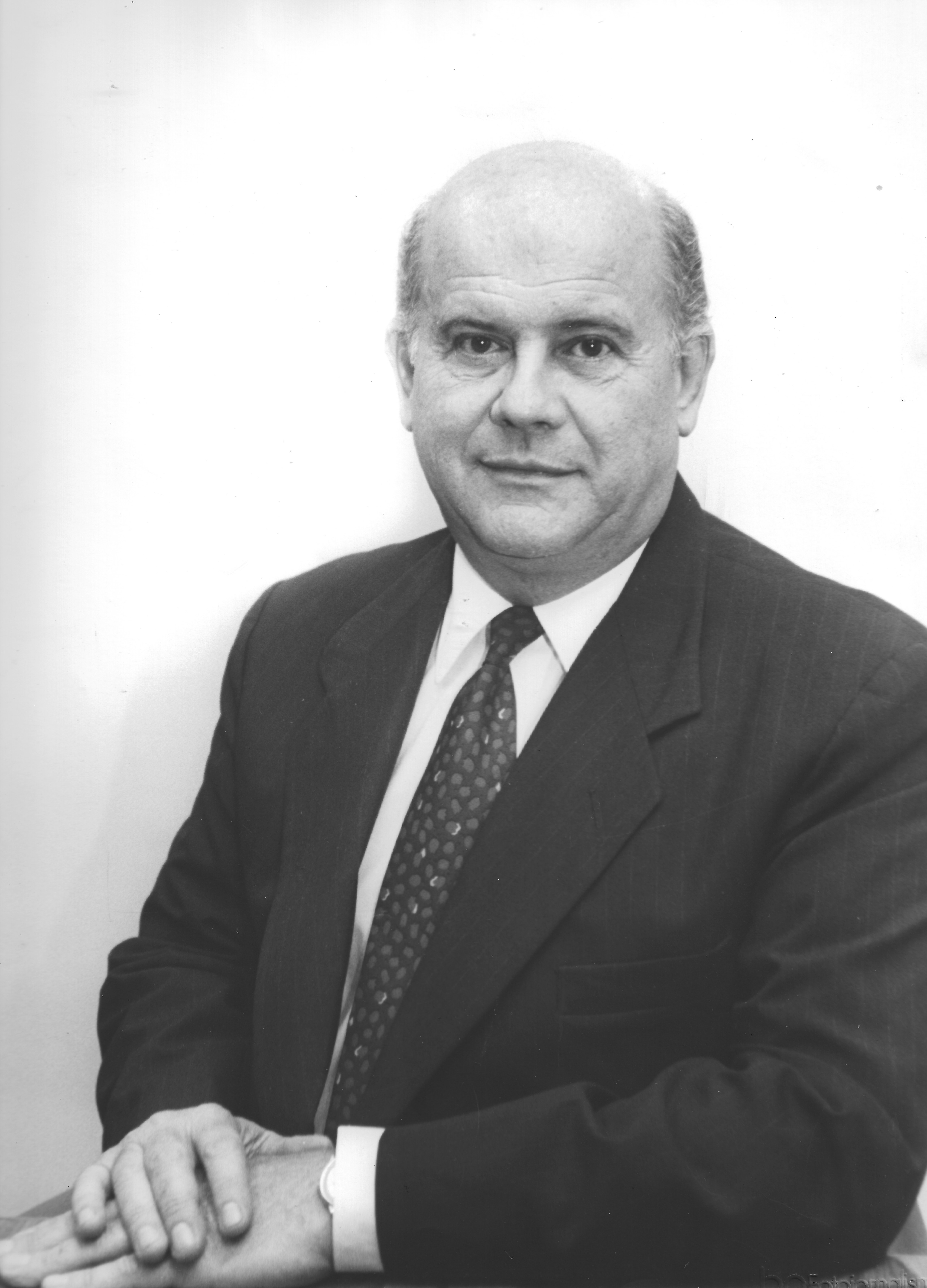
Alexis Stepanenko.

O projeto foi desenvolvido de forma pessoal por Stepanenko, inclusive com investimento financeiro. Funcionaria como um piloto para a capacitação das Câmaras de Vereadores no Brasil. Como não houve interesse dos governadores do estados da região Sul do Brasil, o projeto acabou não sendo implantado. Alexis nunca escondeu que é um sonho ver o projeto implantado na Universidade do Tuiuti do Paraná, pensou em levá-lo para a Unoeste de Santa Catarina, quando se mudou para a cidade de Joaçaba no Meio Oeste de Santa Catarina. A implantação do projeto acabou não vingando e nesse meio tempo continuou prestando consultoria, como conselheiro, o que o deixava entre as cidades de São Paulo via Chapecó. Como exigência maior por parte da empresa, decidiu voltar para São Paulo.
Se aposentou em 2013, tendo voltado a viver, com a terceira esposa, em Joaçaba, período em que realizou palestras no estado de Santa Catarina. Com a separação, em 2015, voltou para o Rio de Janeiro, quando finalizou definitivamente suas atividades profissionais, passando então a se dedicar à família e à leitura.

### Ações como ministro do planejamento
A convite do presidente Itamar Franco, assumiu, em maio de 1993, a titularidade do Ministério do Planejamento substituindo Yeda Crusius. Uma de suas ações mais importantes aconteceu em junho do mesmo ano, quando propôs a criação de uma secretaria executiva para controle das empresas estatais como forma de dar transparência ao que qualificava como “caixa-preta” do orçamento da União.
Participando da elaboração da política de reajuste de salários nas empresas estatais, Stepanenko declarou, em agosto de 1994, que a concessão de reajustes superiores aos previstos na nova legislação salarial dependeria da comprovação da capacidade financeira da empresa.
Em relação ao Programa Nacional de Desestatização, uma das políticas mais proeminentes do Governo Federal, na época, confirmou estudos da União para criar formas alternativas de privatização e defendeu a venda de ações de forma pulverizada em todo o país e no exterior.
Defendeu a municipalização de alguns programas federais e estaduais como forma de melhorar a qualidade de serviços públicos e negociou com o Banco Interamericano de Desenvolvimento (BID) empréstimo para despoluição da baía de Guanabara e obras da rodovia Fernão Dias, que interliga São Paulo e Belo Horizonte. Ainda no mesmo período anunciou cortes no Orçamento Geral da União para cumprir decisão do Supremo Tribunal Federal (STF), que havia determinado o pagamento de perdas salariais do funcionalismo público federal, ocorridas na vigência do denominado Plano Bresser, no governo de José Sarney (1985-1990).
Discordou assim do Projeto de Lei de suplementação orçamentária apresentado pela Secretaria de Orçamento Federal (SOF), no qual propunha o aumento dos créditos de pagamento de pessoal utilizando, como maior fonte de recursos, a emissão de títulos da dívida pública. Argumentou que o nível de emissão proposto acirraria as expectativas inflacionárias, sugerindo em contrapartida que fosse usado o excesso de arrecadação, destinado geralmente para suplementar outros gastos na área da saúde e previdência.
Diante da Comissão Parlamentar de Inquérito (CPI) do Orçamento, criada para apurar denúncias de irregularidades no processo de elaboração do orçamento geral da União, Stepanenko anunciou, em novembro, a edição de uma Medida Provisória alterando os critérios de liberação de recursos repassados a estados e municípios. Nesse mesmo mês comunicou que as prioridades do Governo Federal para o orçamento de 1994 seriam dadas aos programas do Sistema Único de Saúde (SUS), pagamento de benefícios previdenciários, combate à fome, assentamentos de trabalhadores rurais e merenda escolar. Ou seja, toda uma política voltada para o social.
Outra de suas ações frente ao Ministério do Planejamento, sugeriu ao presidente Itamar que vetasse o projeto de anistiamento dos servidores demitidos no governo Collor.
Se envolveu em polêmica quando sugeriu cortes no Orçamento de 1994, o que desagradou os poderes Legislativo e Judiciário. Neste caso, ele propôs um “acordo de cavalheiros”, no qual, em troca da aceitação dos cortes, o Executivo se comprometeria a suplementar verbas em casos de comprovada necessidade. Na tentativa de obrigar os fundos de pensão das estatais a comprarem Notas do Tesouro Nacional (NTN-R), conforme resolução do Conselho Monetário Nacional (CMN) solicitou ao então presidente Itamar a destituição de três dirigentes de fundos resistentes aos propósitos governistas.
Encaminhou, por parte do Governo, ao Congresso Nacional, Medida Provisória propondo a criação de uma Comissão Especial de Descentralização para tratar da transferência de órgãos e recursos para estados e municípios, principalmente nos setores de saúde e educação; além da extinção dos ministérios de Ação Social e da Integração Regional.
Deixou o Ministério do Planejamento em março de 1994, sendo substituído pelo senador Beni Veras, do Partido da Social Democracia Brasileira (PSDB).

### Ações como ministro de Minas e Energia
Transferido para a pasta de Minas e Energia, em março de 1994, sua quarta função no governo Itamar, ocupou a vaga deixada José Israel Vargas, queixou-se de ter ido para um cargo de menor poder. No ato de posse, anunciou a demissão do diretor-geral do Departamento Nacional de Águas e Energia Elétrica (DNAEE), por ter aumentado as tarifas de energia elétrica acima da inflação, contrariando compromissos do Governo.
Em maio, defendeu a parceria do setor elétrico com empresas privadas, o que possibilitaria a retomada das obras de usinas de energia paralisadas por falta de verbas, além de, a longo prazo, implicar na redução das tarifas. Lançou um olhar mais detalhado sobre a Petrobras e Eletrobras, ao contratar trabalho de comissões especiais para fazer o levantamento dos custos das duas empresas.
Ressaltando que o Brasil poderia se tornar o segundo ou terceiro produtor de ouro mundial, sugeriu o incentivo à produção e à exportação de jóias nacionais, agregando valor ao ouro, pedras preciosas e semipreciosas, que eram habitualmente exportadas em estado bruto.
Sua saída do ministério se deu em 19 de setembro de 1994, após crise política.

## Vida pessoal

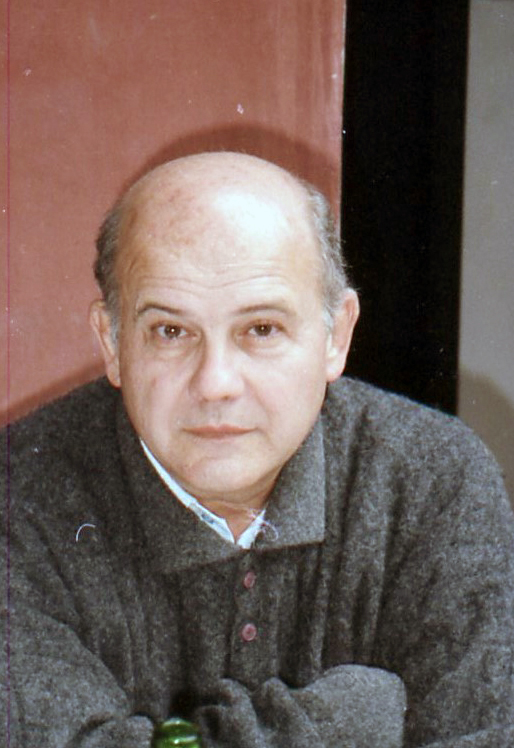
Alexis Stepanenko em 1989.

Quando foi para o Rio de Janeiro para concluir a graduação em Sociologia e trabalhar com pesquisa, conheceu a antropóloga Rosa Duran Castro, com quem se casou em 1963, e com quem teve teve três filhas: Natália Durán Stepanenko, em novembro do mesmo ano, Vanessa Stepanenko, nascida em 1967 e Thaïs Durán Stepanenko em 1977. O casamento com Rosa durou até o ano do nascimento da terceira filha, quando aconteceu o divórcio. Voltou a casar-se, desta vez com a psicóloga Carmen Martin y Tomé, mãe de seu quarto filho Dimitri Martin Stepanenko, nascido em 1986.
A separação dessa segunda união se deu em 2001, sendo que em 2004 conheceu a empresária Arlete T. Vesolosqui, com quem foi casado até 2014. É avô de Beatriz Marie, Tito e Thomas.

## Trabalhos publicados
Publicou diversos trabalhos, a maioria em co-autoria, entre os quais A Zona Rural da Guanabara — um levantamento sócio-econômico (1962), A educação cristã e o desenvolvimento à luz do Concílio e da Populorum Progressio (1968) e Guia de saúde infanto-juvenil (1973 e 1974).

### Livros e artigos
Rios, J.A.; Stepanenko, Alexis e outros: Desenvolvimento Municipal e Nível de Vida no Estado do Espírito Santo, Serviço Social Rural, Conselho Regional do Estado do Espírito Santo, Vitória, 1962.
Stepanenko, Alexis e outros: A Zona Rural da Guanabara - Um Levantamento Sócio-econômico, Secretaria de Economia do Governo do Estado da Guanabara, Rio de Janeiro, 1962.
Rios, J.A.; Bernardes, N.; Zerkowski, R. e Stepanenko, Alexis: Campina Grande, Um Centro Comercial do Nordeste, Departamento Nacional do Serviço Social do Comércio, Rio de Janeiro, 1964.
Stepanenko, Alexis: Impressões Reprueste de Caraúbas e Apodi no Rio Grande do Norte – in Revista da Fafile – Faculdade de Filosofia e Letras, Universidade Federal de Juiz de Fora, Ano 1, nº 1, nº 65.71, Dez/1966.
Ined, (J. A. Rios e Stepanenko, Alexis) – A Educação Cristã e o Desenvolvimento à Luz do Concílio e do Populorum Progressio – AEC do Brasil (Associação das Escolas Católicas do Brasil), Gráfica Olímpica Ltda., Rio de Janeiro, 1968.
Rios, J. A., Maynard A, Stepanenko, Alexis e outros: Artesanato e Desenvolvimento: o Caso Cearense, Serviço Social da Indústria, Empresa Gráfica “O Cruzeiro S/A”, Rio de Janeiro, 1968.
Rios, J.A, e outros, Stepanenko, Alexis: Estudo para o Desenvolvimento-integrado de Juiz de Fora. Federação das Indústrias de Minas Gerais e Prefeitura Municipal de Juiz de Fora. Vol. I e II, Juiz de Fora.
Assis Ribeiro e outros, Stepanenko, Alexis (colaborador). A Educação que nos Convém – Instituto de Pesquisas e Estudos Sociais. Instituto de Pesquisas e Estudos Sociais. RJ/1970.
Stepanenko, Alexis: Recursos Humanos na Produção e Comercialização do Livro Brasil:Problemas e Possibilidades de Solução. in Revista Ciência da Informação, (3,1); 70-86, Rio de Janeiro, 1974.
Stepanenko, Alexis: Guia de Saúde Infanto-Juvenil. Editora Latino América Ltda. Rio de Janeiro, Edições em 1973 e 1974.
Giacomo, A. M., Stepanenko, Alexis e outros: Uma Política Integrada do Livro para um País em Processo de Desenvolvimento. Câmara Brasileira do Livro e SNEL – Sindicato Nacional dos Editores de Livros. Rio de Janeiro, 1976 – Vol. I e II.
Stepanenko, Alexis: Âmbito e Escópo de Âmbito de Telemarketing: Anotações – in Anais do 1º Seminário de Telemarketing de Brasília - Marketel- 1988.
Stepanenko, Alexis: Programa Nacional de Treinamento em Marketing – Diretoria de Marketing da Telebrás, Brasília/1985.
Stepanenko, Alexis: Recursos Humanos para o Telemerketing – in Seminário de Telemarketing (Anais) – Senac Prodemp – São Paulo, 1987.
Stepanenko, Alexis – Problemas na Implantação e Desenvolvimento no Telemarketing – in Anais do 2º Seminário de Telemarketing de Brasília – 1989.
Stepanenko, Alexis e outros: Você é o Sistema BNDES (Síntese da Pesquisa) – BNDES, Rio de Janeiro, 1992.
Alexis Stepanenko ainda tem artigos de opinião publicados em jornais, como Folha de S.Paulo, Correio Braziliense e O Globo.

## Placas e diplomas de homenagem
1- Placa _Sistema TELEBRÁS
- Homenagem Aniversário
- 14 de abril de 1993

2- Placa Gilberto R. Ometto
- Araras, setembro de 1993

3- Placa SONY da Amazônia
- Homenagem Presença na Cerimônia de Inauguração
- Das novas instalações da SONY COMPONENTES
- Manaus, 8 de outubro de 1993

4- Placa Advocacia Geral da União
- Homenagem Implantação da AGU
- Espírito Santo, abril 1994

5- Placa Centrais Elétricas Brasileira ELETROBRÁS
- Homenagem Visita ao Centro Nacional de Operações
- dos Sistemas
- Brasília,22 de junho de 1994

6- Placa A NRT- Associação Nacional das Empresas de
- Transporte Rodoviário de Passageiros
- Homenagem Encontro dos Transportadores Rodoviários
- De Passageiros
- Vitória, 15 de junho de 1994

7- Placa ValedoRio Doce
- Homenagem Reconhecimento
- Rio de Janeiro, 18 de outubro de 1994

8- Placa ELETROBRÁS
- Homenagem_20 anos da CEPEL e Inauguração de
- Seu Laboratório de Sistemas Fotovoltaicos
- Rio de Janeiro,22 de julho de 1994

9- Placa CPRM
- Homenagem Apoio e Incentivo
- Rio de Janeiro, agosto de 1994

10- Placa CEPISA
- Homenagem Gratidão
- Teresina,15 de agosto de 1994

11- Placa Cidadão Honorário-Diretoria Regional dos Correios
- Homenagem Aniversário
- Juiz de Fora,12 de dezembro de 1996

12- Placa Cidadão Honorário de Juiz de Fora Associação dos
- Franqueados
- Juiz de Fora,12 de dezembro de 1996

13- Placa Título de Cidadão Honorário de Juiz de Fora
- Homenagem Associação Juizforama dos Aposentados dos
- Correios e Telégrafos da Região
- Juiz de Fora,12 de dezembro de 1996

14- Placa ECT
- Homenagem Integração e Parceria
- Brasília, setembro de 1997

15- Diploma Instituto Brasileiro de Gemas e Metais Preciosos
- Brasília, agosto de 1994

### Medalhas recebidas
1.Medalha Santos Dumont Honra ao Mérito
- Belo Horizonte, 23 de outubro de 1993

2.Medalha_ Ordem Estadual do Mérito Renascença
- Diploma Grau de Grã-Cruz da Ordem do Mérito
- Renascença
- Teresina, 15 de agosto de 1993.

3.Medalha_ Mérito Brasília
- Diploma Grau de Grã-Cruz do Mérito de Brasília
- Brasília, 21 de abril de 1994.

4.Medalha_ Mérito policial Federal
- Diploma Mérito Policial Federal
- Brasília, novembro de 1994.

5.Medalha_Ordem de Mérito Judiciário do Trabalho
- Diploma Grau de Grã-Cruz da Ordem do Mérito
- Judiciário Do Trabalho
- Brasília,11 de agosto de 1993.

6.Medalha_Mérito Militar
- Diploma Grau de Grande -Oficial Ordem do
- Mérito Militar
- Brasília,25 de agosto de 1993.

7.Medalha_Mérito Naval
- Diploma Grau de Grande-Oficial Ordem do
- Mérito Naval
- Brasília, 11 de agosto de 1994

8.Medalha_Mérito Forças Armadas
- Diploma_ Grau de Grande-Oficial Ordem do
- Mérito Forças Armadas
- Brasília, 27 de julho de 1993.

9.Medalha_Grau de Grã-Cruz Ordem do Rio Branco
- Diploma_ Grau-Cruz Ordem do Rio Branco
- Brasília, 20 de abril de 1994.

10.Medalha_Inconfidência Mineira(Tiradentes)
- Diploma Grande Medalha da
- Inconfidência Méritos Excepcionais
- Belo Horizonte,21 de abril de 1994.

11.Medalha Mérito Aeronáutico
- Diploma Grau de Grande -Oficial Ordem do
- Mérito Aeronáutico
- Brasília, 23 de setembro de 1993